# 多剤併用問題
多剤併用（たざいへいよう）、英語でポリファーマシー（Polypharmacy）とは、多種類の医薬品が処方されていることである。俗に薬漬けとも。特に高齢者の医療で問題になる。

## 定義・概念
日本医師会、日本老年医学会は、副作用がより多くなる6種類以上の薬剤と定義した。
厚生労働省は、多剤服用の中でも害をなすものを特にポリファーマシーと呼び、単に服用する薬剤数が多いことではなく、それに関連して薬物有害事象のリスク増加、服薬過誤、服薬アドヒアランス低下等の問題につながる状態である、と概念を説明している。
日本ジェネリック製薬協会は、「Poly」+「Pharmacy」で多くの薬ということで、多くの薬を服用することにより副作用などの有害事象を起こすこと、と定義し、ポリファーマシーが多剤併用ということではなく、多剤併用が悪いことでもない、としている 。

## 概要
高齢者では病気の合併のために多剤併用となることが多い。また高齢者では薬物の代謝や排泄の能力が低下するため、処方する側（医師）による過剰投与は、患者による過誤よりも多くなる。また多剤となることで、シトクロムP450での代謝が共通する薬剤にて薬物相互作用が起こりやすくなる。シトクロムP450における薬物相互作用は、すべてが医薬品の添付文書に記載されているものでもない。
服用する薬剤数が増加することで、副作用が生じることは階段状に増加する。高齢者では薬剤は5剤以下にすることが副作用を減少させる最も重要な方法であるとされる。
高齢者では症状に対して対症療法的に薬剤を追加すると、多剤併用は避けられない。そうではなく、命に関わる薬、苦痛を緩和する薬、機能低下を防ぐ薬を優先し、予防薬や長期の予後が明らかではない薬を省くという発想も考えられる。ビアーズ基準は、高齢者に対して慎重な投与を要する薬物の一覧であり、優先的に中止が考慮できる。また予防医療においては、エビデンス（証拠）が確立された薬を用いるということである。一方、通常の成人でのエビデンスが多いため、75歳以上では参照すべきエビデンスに欠ける。家庭医・病院総合医教育研究会では、エビデンスが明確でない薬を漫然と処方したり、薬を減らす発想がないという問題が提起された。
日本の60歳以上の外来患者400名では、平均4.7剤が処方されており、多い場合には9の診療科から29の薬剤が処方されていた。また急性の入院の10パーセントが薬が原因であったが、複数の科を受診することで薬局も異なるため、相互作用もチェックされていない。日本では、高齢者への処方については、複数の医療機関から合計10種類を超えて投薬されている患者が、一定割合存在している。ある県の後期高齢者医療広域連合の被保険者（75歳以上）に係る平成26年12月の診療データより集計したところ、10～14種類の薬を処方されている人が20.2%、15種類以上の薬を処方されている人が7.1%存在する。
アメリカにおけるビアーズ基準の改定に伴い、オピオイドなど向精神薬が一覧に追加されたが、処方の実態としては全米外来医療調査（NAMCS）のデータから、向精神薬である、抗精神病薬、ベンゾジアゼピン系、非ベンゾジアゼピン系、三環系抗うつ薬、選択的セロトニン再取り込み阻害薬、オピオイドから、3つ以上投薬された者は、2004年の150万人から、2013年の368万人へと増加し、一般的であった不安、不眠症、うつ病では増加がなく、痛みに対するオピオイドの処方が増加しており、45.9パーセントは痛みや精神的な診断もなくそれらが処方されていた。
次のような研究も行われている
- 高齢者の多剤処方見直しのための医師・薬剤師連携ガイド作成に関する研究[16]
- 高齢者等における薬物動態を踏まえた用法用量設定手法の検討に関する研究[16]

## 経緯
2005年に日本老年医学会から指針が出された。
2012年の『提言日本のポリファーマシー』では、有害事象の例が多く紹介され、多剤併用の原因として複数診療科の受診があり、5種類ずつ処方されたらすぐに10種類、20種類の薬となってしまうがその薬を整理する人がいないという原因が挙げられている。
2017年には日本医師会と日本老年医学会から指針が出された。ほかに厚生労働省が2017年にワーキンググループ「高齢者医薬品適正使用検討会」が開催され、2018年をめどに取りまとめられる予定となり、2018年3月には指針案が発表され、2018年5月29日「高齢者の医薬品適正使用の指針（総論編）」（医政安発0529第1号・薬生安発0529第1号）が通達された。